# Regenbogen (Spruchdichter)

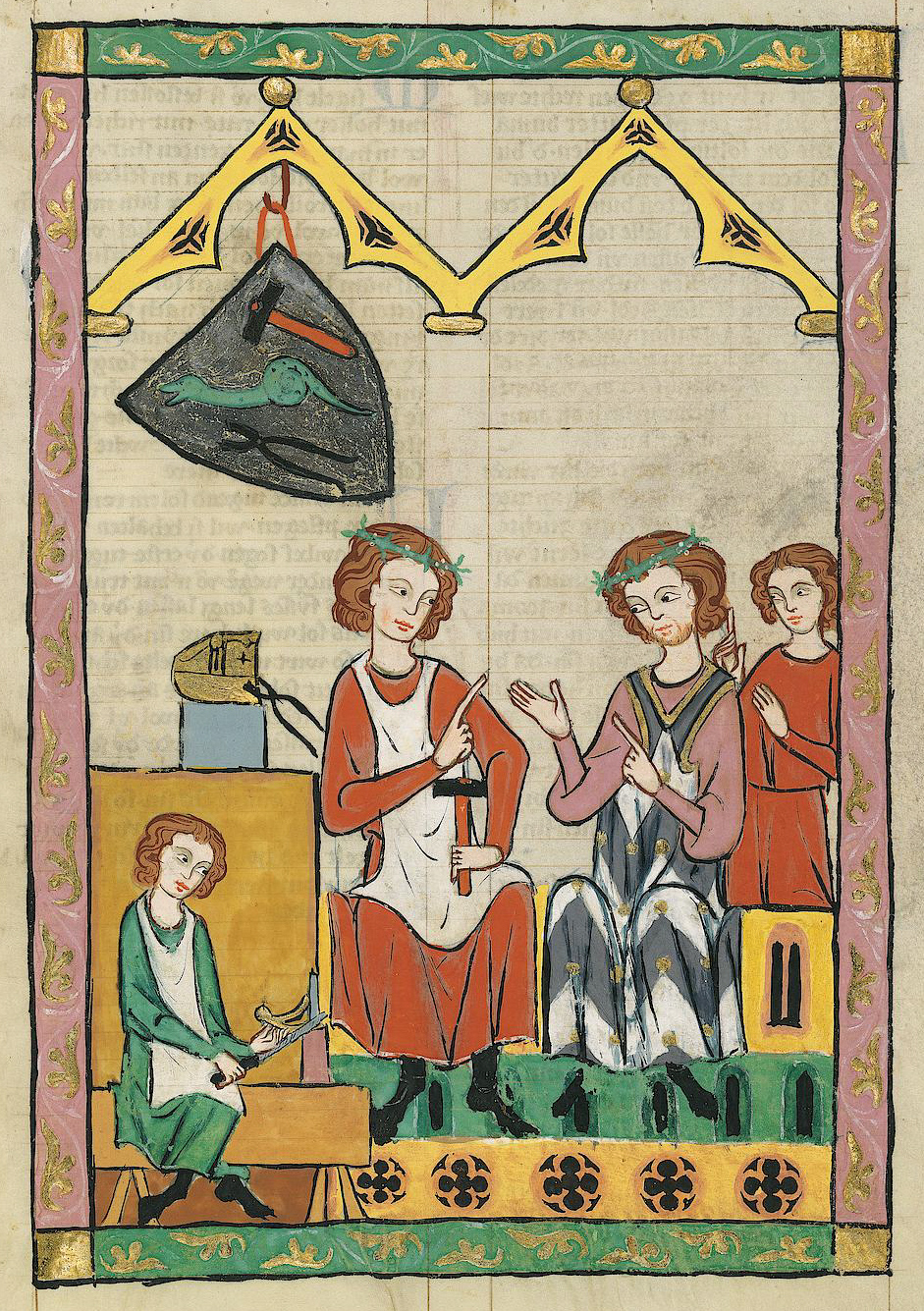
Regenbogen (2. v. l. mit den Attributen eines Schmieds) und Frauenlob (Codex Manesse, 14. Jh.)

Regenbogen († um 1320) war ein Spruchdichter des Mittelalters.

## Leben
Über seine Lebensumstände ist so gut wie nichts bekannt. Überliefert wird, er stamme aus Mainz oder Ulm und sei (Huf-)Schmied gewesen. Neben Frauenlob (Heinrich von Meißen), Konrad Marner und Heinrich von Mügeln wird er als einer der vier „gekrönten Meister“ des Meistersanges gezählt, in einigen Katalogen auch als einer der zwölf „alten“ Meister; die Meistersinger überliefern seinen Namen als Barthel Regenbogen.
Im Codex Manesse sind einige Strophen Regenbogens mit Strophen Frauenlobs im Wechsel angeordnet, was auf einen Sängerwettstreit zwischen den beiden schließen lassen könnte. Ebenfalls in der Manessischen Handschrift ist Regenbogen in der Miniatur im Gespräch mit einem weiteren Dichter abgebildet, der in seinen Attributen Frauenlob ähnelt. Ob zwischen den beiden Dichtern tatsächlich eine Konkurrenz herrschte, wie in älterer Forschungsliteratur angenommen, muss dennoch bezweifelt werden, da die aus den Meistersingerhandschriften überlieferten Streitgedichte zwischen den beiden wohl eine inszenierte Fiktion der meistersängerischen Tradition ist.